# Agia Paraskeví (Àtica)
Agia Paraskeví (Αγία Παρασκευή) és una població i municipi de la unitat perifèrica d'Atenes Septentrional, a la perifèria d'Àtica, Grècia. També forma part de l'àrea metropolitana d'Atenes. El nom del municipi deriva de l'advocació de la parròquia, dedicada a Santa Parasqueva de Roma.

## Geografia

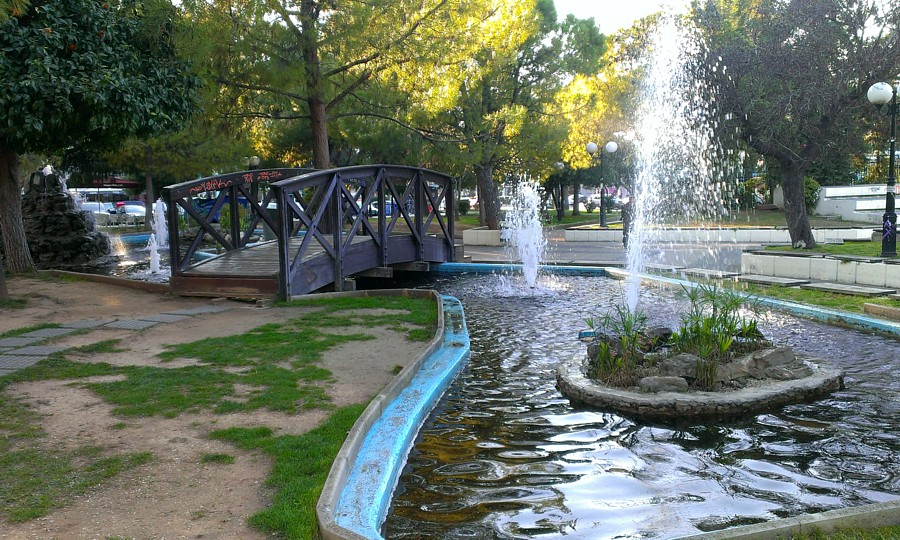
Plaça central d'Agia Paraskeví

Agia Paraskeví està situat prop de la façana nord de la boscosa serralada d'Himet, 9 quilòmetres (km) al nord-est del centre urbà de la ciutat d'Atenes. El terme municipal té una superfície total de 7,935 quilòmetres quadrats (km²). El municipi d'Agia Paraskeví forma una conurbació amb els municipis veïns de Papágou-Kholargós, Khalandri i Gérakas, els dos primers a la mateixa unitat perifèrica i l'últim a la d'Àtica Oriental.
Juntament amb l'àrea central al voltant de la plaça d'Agia Paraskeví, el municipi està format per 7 barris: Kontopefko, Néa Zoi, Tsakos, Stavros, Aigiannis, Pefkakia i Paradeisos. El Centre Nacional de Recerca Científica "Demòcrit", el qual té l'únic reactor nuclear de tot Grècia, es troba al municipi. També s'hi troba la seu del ministeri d'agricultura grec.
La principal via pública és l'avinguda Mesogeion, que connecta Agia Paraskeví amb el centre d'Atenes. La circumval·lació oriental que és l'autopista 64 passa per la part sud-est del municipi. Els habitants d'Agia Paraskeví tenen diverses estacions de metro i rodalia localitzades als municipis veïns.

## Història

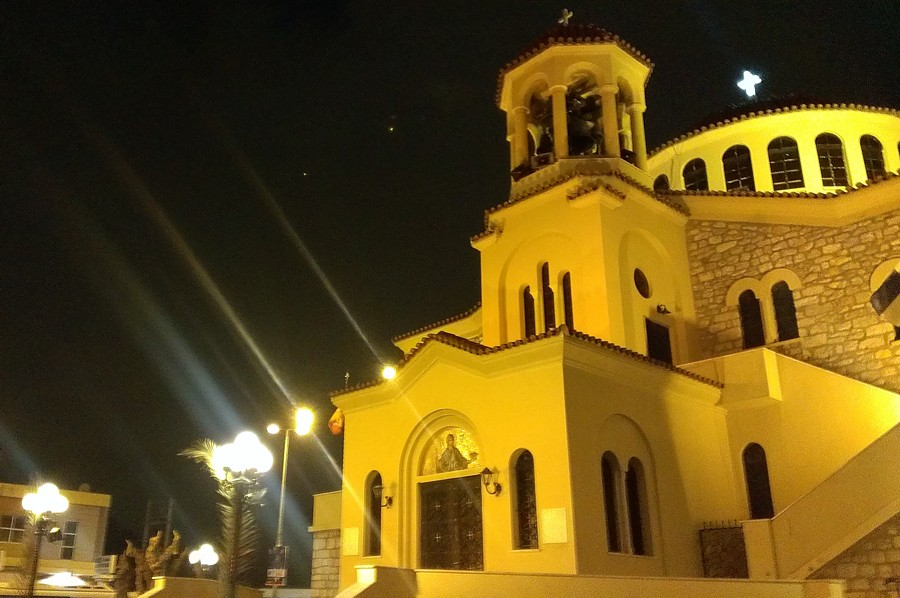
Parròquia de Santa Parasqueva

Agia Paraskeví fou part de Khalandri fins a l'any 1931, quan es va separar i formà un núcli independent. L'any 1963 esdevingué municipi. Originàriament un poble de camperols, Agia Paraskeví ha experimentat un gran creixement des de la dècada del 1950.
L'any 1993 va haver-hi un considerable rebuig per part de la població a la construcció de la circumval·lació d'Himet o autopista 64. La circumval·lació era una gran autopista que transitava per la vora de la muntanya fins a connectar amb l'autopista 6, la construcció de la qual havia de començar simultàniament. La realització d'aquest projecte suposava la tala d'una ingent qüantitat d'arbres, així com un increment de la contaminació acústica, fet que no agradà als habitants de la zona, els quals proposaren una via coberta. No obstant, el govern no va atendre les queixes veïnals i envià maquinària pesada a les muntanyes. Aquest fet comportà que l'abril d'aquell any es formaren aldarulls quan milers de persones anaren cap a les muntanyer per a enfrentar-se a les màquines, forçant els operaris a fugir. Finalment arribà la policia que aconseguí que es reprengueren les obres, finalitzades l'any 2001. Només una reduïda part de l'autopista està coberta: el tram que passa pel Col·legi Americà de Grècia.

## Demografia

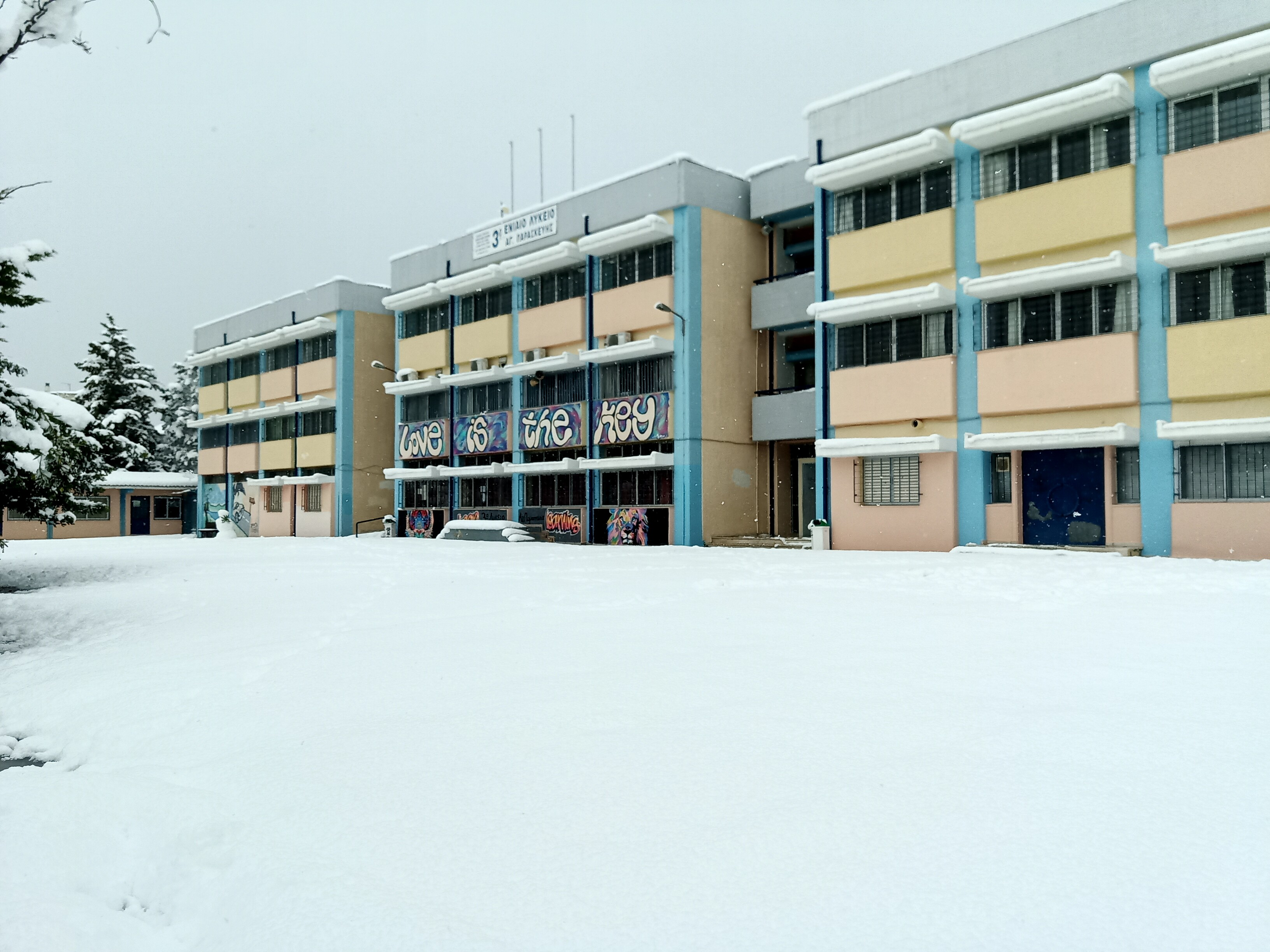
3r Institut d'Agia Paraskeví (2021)

| Gràfica d'evolució de Agia Paraskeví entre 1981 i 2021 |
|                                                        |

## Agermanaments
- Saint-Brieuc, Costes d'Armor, Bretanya, França. (Maig 1992)
- Grocka, Belgrad, Sèrbia. (Maig 1994)[3]
- Geroskipou, districte de Pafos, Xipre. (Maig 1998)[4]